# Гладиатор
Вижте пояснителната страница за други значения на Гладиатор.
Гладиатори (на латински: gladiatores) е наименование на роби, бивши роби или свободни мъже в Древен Рим, които се сражават помежду си или с диви животни за забавление на публиката.
Гладиаторите се набират измежду осъдените на смърт, намиращи по този начин шанс да удължат живота си, но има и доброволци в лицето на бягащи роби или разорени граждани. Някои от тях, надарени с особени качества в боя или просто късметлии, оцеляват през дългите години на изпитания и доживяват да се оттеглят в пенсия.
Излизайки на арената гладиаторът се обръща към трибуната с култовата фраза Ave, Caesar, morituri te salutant.
Участието в гладиаторска битка е начин гладиаторът да спечели според представянето си уважението на цезаря и/или публиката и по този начин да запази достойнството си посредством демонстрираната смелост в борбата, изразяваща се в степента на презрението си към смъртта (виж memento mori). Даже даден гладиатор да загуби битката, ако се е представил достойно в борбата, по правило преди противника да му отнеме живота, спечелилият двубоя се обръща към трибуната на цезаря. В случай че оттам насочат палеца си надолу – знакът значи смърт, и обратното, ако палецът сочи нагоре – значи достойнството на победения е спасено и животът му е подарен. Често по време на Римската империя, цезарят предоставя това си право на избор на публиката, тоест на суверена.

## Произход
Гладиаторските борби започват като религиозни церемонии, възприети или от етруските, или от гръцките игри в чест на Патрокъл. Но гръцките двубои приключвали само със символична, а не с истинска смърт на победения. Първите римски гладиаторски борби са проведени през 264 г. пр.н.е. от Марк и Децим Брут в памет на баща им, като „munus“ (буквално „дълг“), или погребален дар за мъртвите. Такива игри се провеждат ежегодно или на всеки 5 години в памет на починалия. По-късно религиозният смисъл постепенно избледнява и игрите се превръщат в един от символите на римската култура за около 7 века.
От началото на II век пр. Хр. на арената се появяват и диви зверове. Така публиката наблюдава двубои не между хора, а между животни – лъв срещу лъв, лъв срещу пантера или срещу бик. Организират се и грандиозни представления на истински хайки с кучета и ловци, въоръжени с копия. За да се харесат на публиката, магистратите, натоварени с организирането на игрите, се надпреварват да измислят все нови и нови зрелища. Така Помпей за първи път вкарва в цирка носорози. От времето на пуническите войни слонът е познат на римляните, но те мразят да убиват пред очите им това животно, в което откриват „известно сходство с човека“.
Докато първите двубои били доста невзрачни – само 2 – 3 двойки роби се биели на Forum Boarium – пазар за добитък, то през 183 пр.н.е. игрите включват 60 дуела. През 65 пр.н.е. Юлий Цезар изправя един срещу друг 320 двойки гладиатори в амфитеатър, построен специално за целта. Една от най-известните арени за гладиаторски битки е Колизеумът.
Най-масовите зрелища са учредени от император Траян след победата му над даките. Те продължават 123 дни, през които на арените се сражават 10 хил. гладиатори и са убити 11 хил. животни.
В края на Републиката, професионалните размирници от рода на Милон или Клавдий поддържат собствени гладиатори, които ползват в предизборните борби. За гладиаторите се грижат организаторите на зрелища, наречени lanistae, които ги дават под наем на магистратите, натоварени да проведат игри.
В Рим са създадени цели школи за обучение на гладиатори, носещи името ludi (ит. „спортни състезания“). Гладиаторът може да се бие на арената след тримесечно обучение и само след одобрението на учителя. Самите битки са финансирани от спонсори, обикновено от политици, търсещи популярност. Гладиаторските битки безспорно са най-популярната форма на забавление. Бойците въплъщават качества като храброст, преследване на слава и презрение към смъртта.
В Древен Рим някои гладиатори са идеализирани като герои. Въпреки че социалният им статус е почти като на роб, много римски граждани и дори някои императори (Комод), също излизат на арената – заради любов към войнствения спорт и желанието да бъдат обожавани и да се прекланят пред тях.
Данни за жени гладиатори се откриват при римските писатели Светоний и Марциал, а Дион Касий и Тацит пишат за игри, организирани от Нерон през 63 г., в които участват жени с различен социален статус. Появата на жени гладиатори се свързва с Домициан, който имал навика да ги противопоставя на арената срещу джуджета, но може да се открият и по-ранни сведения. През 200 г. император Север обявява подобни забавления за незаконни. Както и при мъжете, и при жените има бедни и богати, роби и свободни, военнопленници и доброволци.
Гладиатор, победил в 40 схватки, е освобождаван и от роб става пълноправен гражданин.

## Видове гладиатори
Гладиаторите се отличават по специализацията си в боравенето с различни типове оръжия и по облеклото си. Най-често срещаните са Thracians, Mirmillones, Retiarii и Secutores.
- Andabatae: Облечени с ризници, подобно на катафрактите (източните кавалерийски части). Носят шлемове със забрала, но без дупки за очите. Те сляпо се хвърлят в двубой един срещу друг на коне. По тяхно подобие са направени рицарските турнири.
- Bestiarii: Въоръжени с копие или нож борят зверове. В сравнение с останалите групи, най-често загиват. По-късно са специално обучавани да се бият с екзотични животни.
- Dimachaeri: Въоръжени с два меча, по един във всяка ръка.
- Equites: Сражават се яхнали коне, въоръжени с копие и гладиус. Облечени са с туники и носят manica (броня, обхващаща цялата ръка). Най-често се сражават срещу себеподобни.

- Hoplomachi (тежко въоръжени) или Samnite: Снабдени с пълно бойно снаряжение, подобно на древногръцките хоплити. Гребенът на шлема им представлява стилизиран грифон. Краката си увиват в дебели парчета вълнен плат. Носят копие и малък кръгъл щит. Предпочитан техен противник са Mirmillones или Thraces.
- Laquerii: Обхващат противниците си с въже или ласо.
- Mirmillones (или murmillones): За разлика от Hoplomachi-те, стилизирана риба краси шлема им (mormylos – морска риба), ръцете им също са бронирани. Въоръжени са с гладиус и продълговат щит (галски стил). Най-често се сражават с Hoplomachi или Thraces.
- Provocatores (Предизвикатели): Провокатори с неясно въоръжение, дразнят Samnites. Вероятно оръжието им зависи от случая.
- Retiarii: Въоръжени с тризъбец, кама и мрежа, по-която има оловни топчета. Хвърлят мрежата върху противниците си и ги пробождат с тризъбеца. Защитното им облекло се състои от manica, едната от които е удължена и обхващала лявата част от гръдния кош. Противници на secutor-ите и mirmillones. Рядко към бронята им е добавяна част, защитаваща врата и долната част от лицето.
- Saggitarii: Стрелци, въоръжени с възвратни лъкове (Reflex bows), имащи способност да запращат стрелите на големи разстояния.
- Secutores: Въоръжен подобно на murmillo.
- Scissores (carvers): Малко или почти нищо не се знае за тези зловещи създания.
- Thraces: носят поръбени шлемове, покриващи изцяло главите им, квадратни щитове и дебела броня, покриваща краката им. Мечовете им, наречени сика, са извити. По описание въпросните мечове съвпадат изцяло с мечовете махайра, които използват траките.
- Velites: Пешаци, въоръжени с копие и ремък, приспособен за хвърлянето му. Кръстени са на първите републикански военни единици.
- Venatores: Сражаващи се с диви животни. По принцип не се броят за гладиатори, но са част от игрите.

Част от игрите са и Praegenarii, които подгряват тълпите при започването на игрите. Въоръжени с дървен меч.

## Известни гладиатори
- Ганик, келтски гладиатор. Един от водачите във въстанието на Спартак.
- Еномай, галски или германски гладиатор. Един от водачите във въстанието на Спартак.
- Каст, келтски гладиатор. Един от водачите във въстанието на Спартак.
- Крикс, галски гладиатор. Един от водачите във въстанието на Спартак.
- Приск и Вер, гладиатори по времето на император Тит. Получават свободата си от императора, след битка по между им при откриването на Колизея в Рим.
- Спартак, тракийски гладиатор. Водач на най-голямото робско въстание в Римската република.
- Флама, сирийски гладиатор по времето на император Адриан. Участва в 34 битки, като печели 21 от тях.
- Комод, римски император, за когото се твърди, че е участвал в 735 битки.[1][2][3] Гръцкият историк Херодиан пише, че Комод печели битките си с лекота, тъй като никой не смее да нарани императора.[4] Комод не убивал опонентите си, а само ги ранявал.[4] Херодиан съобщава, че в един период Комод се е побъркал дотолкова, че отказал да живее в Императорския дворец, а решил да се премести в гладиаторските тренировъчни казарми.[4]

## Гладиатори в съвременната култура
Гладиаторите са централни фигури в много епически филми и телевизионни сериали. Това включва филми като „Спартак“ (1960 г.), „Гладиатор“ (2000 г.) и „Деметрий и гладиаторите“ (1954 г.), „Кво Вадис“ и „Рим“.